# 济宁市兖州区第一中学
济宁市兖州区第一中学又称兖州一中，原兖州市第一中学，位于山东省济宁市兖州区，创建于1943年，是山东省首批规范化学校，全国培养体育后备人才试点学校，山东省体育传统项目学校，山东省电化教学先进学校，山东省创新教育先进单位，济宁市文明单位，是济宁市争创国家级千所示范性高中的两所学校之一，是山东省享有较高声誉的高中学校。其口号是“经典名校，百年一中”。

## 知名校友
- 展涛：现任吉林大学校长。
- 赵春兰：曾任中共山东省委副书记。
- 王渭田：曾任山东省人大常委会副主任。
- 齐涛：现任山东省教育厅厅长。